# Abu-Alí al-Hussayn ibn ad-Dahhak
Abu-Alí al-Hussayn ibn ad-Dahhak al-Bahilí, conegut com a Aixkar, fou un poeta de Bàssora, que va viure la major part de la seva vida a la cort abbàssida sota els califes al-Mamun, al-Mútassim, al-Wàthiq i al-Mutawàkkil. Va morir després del regnat d'aquest vers 864, amb uns cents anys. Moltes de les seves poesies foren musicades, però és considerat un poeta secundari.